# Sant'Avendrace-Santa Gilla
Sant'Avendrace-Santa Gilla (Sant'Arennera-Santa Igia in sardo, variante campidanese) è un quartiere di Cagliari di 7 176 abitanti.

## Storia
Si ha testimonianza che l'area fu abitata sin dall'antichità, infatti sono stati trovati resti di una strada lastricata romana e molti scrittori-viaggiatori ottocenteschi hanno scritto che al loro tempo erano ancora visibili lungo lo sterrato del viale cocci di piatti e tessere di mosaico di periodo romano, dai quali si può immaginare che già vi fossero abitazioni, anche patrizie. Sant'Avendrace deve questo nome al santo del I secolo, Avendrace, quinto vescovo di Cagliari, che avrebbe trovato il martirio proprio dove sorge la parrocchiale a lui dedicata, edificata su un antico ipogeo ancora visitabile.
Nel 1258, in seguito alla devastazione e distruzione ad opera dei Pisani di Santa Igia, l'antica capitale del Giudicato di Cagliari, la zona fu occupata da una parte dei sopravvissuti all'attacco che diedero vita ad un nuovo insediamento. L'originaria popolazione del quartiere era infatti formata da pescatori, i cui antenati erano sfuggiti alla distruzione della capitale giudicale.
I pescatori ammassarono le loro modeste abitazioni alla base del colle di Tuvixeddu, ove si trovano ancora i resti della Necropoli Punica, utilizzandone sovente le grotte a scopo abitativo.

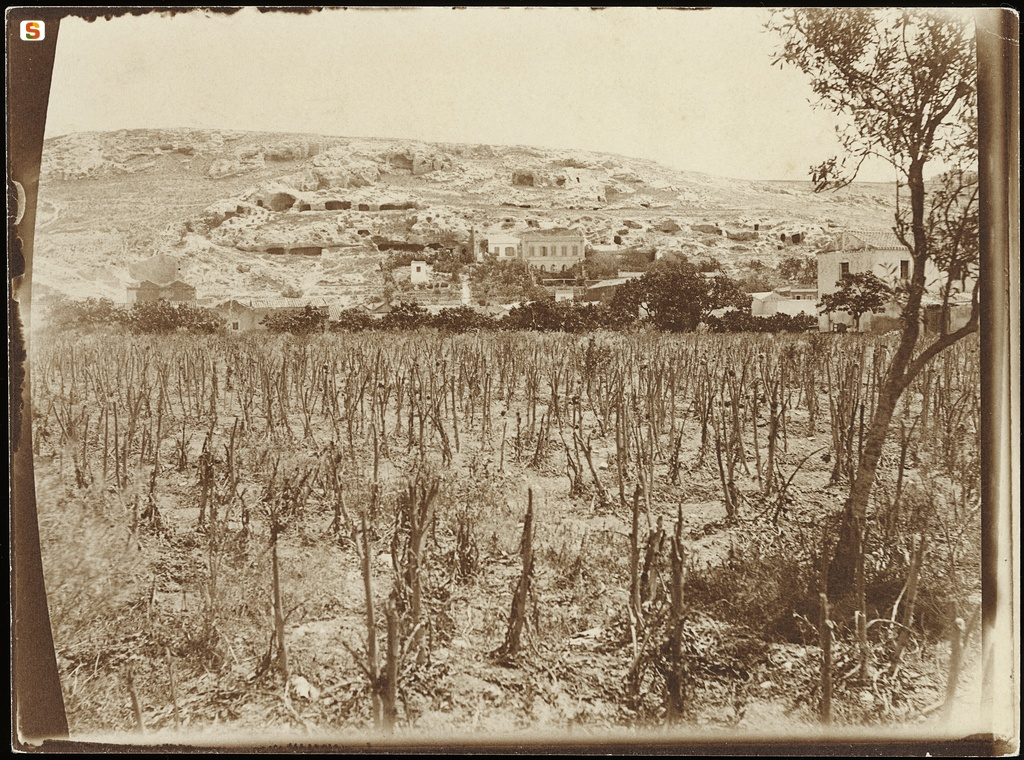
Sant'Avendrace nel 1906

Il sobborgo, che si trovava lungo la principale via di accesso alla città, la Karalibus-Turrem che, fin dai tempi dei Romani, collegava Porto Torres con Cagliari, era composto quasi esclusivamente di piccole abitazioni a un solo piano, che si susseguono senza interruzione da entrambi i fianchi della grande strada reale.
Oggi il "Borgo", perso il caratteristico isolamento dal resto della città, è una zona centrale e fortemente abitata, segnata da forti contrasti, rappresentati soprattutto dai moderni palazzi che sorgono fianco a fianco con le vecchie, spesso fatiscenti, casupole, un tempo dimora dei pescatori.

## Monumenti e luoghi d'interesse
- Chiesa di Sant'Avendrace

### Villa Cossu-Murru
La villa Cossu-Murru è l'unica rimasta delle tante eleganti ville che agli inizi del novecento sorgevano nel Viale Sant'Avendrace. Venne costruita nel 1907, in base al progetto attribuito all'Ingegner Giuseppe Manunza, come residenza di campagna di Carlotta Lai, che la intitolò alla figlia Laura.
Possiede una facciata in stile Liberty. Davanti alla villa c'è un piccolo giardino.
Nel dicembre 2008 la villa è stata acquistata dalla Regione Sardegna, ancora guidata da Renato Soru, per 1.900.000 euro.

### Grotta della Vipera
La Grotta della Vipera è un ipogeo funerario che si trova nel Viale Sant'Avendrace. Venne costruito dal romano Lucio Cassio Filippo in onore di sua moglie, la matrona Atilia Pomptilla, nel II secolo. La tomba, decorata all'esterno da una facciata con due colonne (ne è superstite un capitello) e frontone, è composta da un pronao e due camere funerarie. In base alle iscrizioni metriche latine e greche incise sulle pareti del pronao (CIL X 7563-7578, oggi scarsamente leggibili o distrutte), si può ricostruire la vicenda dei due coniugi, esiliati in Sardegna: Atilia sarebbe morta dopo aver offerto in voto agli dei la propria vita in cambio di quella dell'amato. Nella decorazione del frontone, accanto ai girali fioriti che simboleggiano la iuno di Atilia, si possono notare due serpenti, simbolo del genius di Cassio Filippo: da essi deriva il nome popolare di Grotta della Vipera. Questo monumento è stato salvato dallo studioso Alberto La Marmora, che durante i lavori di costruzione della strada reale Cagliari-Sassari nel 1822 ne impedì la distruzione (sono ancora visibili nella parete rocciosa i fori per le mine, poi rimasti inutilizzati). L'accesso alla Grotta della Vipera è consentito al pubblico, che può osservare la tomba dal cortile esterno.

### Vie e piazze principali

#### Viale Sant'Avendrace
Viale Sant'Avendrace, che dà nome all'intero quartiere, è un'arteria di transito costituita nel suo percorso attuale nella prima metà del XIX secolo come strada reale, percorrendo peraltro l'antica Kalaribus Turrem di età romana.
Dagli anni sessanta del XX secolo ha subito una pesante urbanizzazione, con la distruzione delle antiche abitazioni e, talvolta, delle tombe della Necropoli di Tuvixeddu. Sulla via danno la Chiesa di Sant'Avendrace, la Grotta della Vipera. Inoltre in alcuni punti si possono scorgere numerose grotte in aree non interessate da edificazione per via dei vincoli apposti dalla regione Sardegna tra il 2006 e il 2008.

#### Piazza Ferruccio Sorcinelli
Piazza Ferruccio Sorcinelli sorge ai confini del quartiere, del quale rappresenta, insieme al giardino della chiesa di Sant'Avendrace e alla Piazza L'Unione Sarda, l'unica zona verde e luogo di incontro degli abitanti del quartiere. Al suo interno sorge Sa Cruxi Santa, una colonna giurisdizionale medievale che indicava l'ingresso della città di Cagliari.
Fra le importanti essenze arboree presenti, si citano i Ficus Retusa e i Ginko Biloba.
Parte della piazza nel novembre del 2010 rischiava di essere distrutta per fare posto a una rotonda rientrante nel progetto immobiliare di Sergio Zuncheddu. La mobilitazione dei negozianti, degli abitanti e degli studenti ha fatto in modo che la Sovrintendenza dichiarasse il vincolo sulla colonna, salvando la piazza.

#### Via Santa Gilla - Piazza L'Unione Sarda
Ancora non compresa nello Stradario ufficiale del Comune di Cagliari e pertanto parte integrante di Via Santa Gilla, la cosiddetta piazza L'Unione Sarda rientra in un progetto edilizio, più volte contestato, dell'imprenditore Sergio Zuncheddu. La piazza sorge sullo spazio occupato in precedenza dalla cementeria della Italcementi, demolita nell'agosto del 2003 e si configura come luogo di aggregazione per l'intero quartiere, povero di spazi simili. Circondata da portici e alberi è sede del giornale L'Unione Sarda e della TV Videolina.

## Evoluzione demografica
Abitanti censiti